# Бернхард I (Лебенау)
Бернхард I фон Лебенау (на немски: Bernhard I von Lebenau; † 17 април 1229) от страничния клон Лебенау на род Спанхайми, е граф на Лебенау (1210 – 1229), фогт на катедралата на Залцбург и на манастирите „Св. Емерам“ и „Зееон“.

## Биография
Той е син на граф Ото I фон Лебенау († 8 март 1205) и втората му съпруга София фон Плайн. Бернхард I наследява по-големия си бездетен полубрат Зигфрид IV през 1210 г.
На 18 май 1219 г. папа Хонорий III има конфликти заради манастир „Св. Паул в Лавантал“ с Бернхард и зет му Улрих II фон Пегау поради вземането на земи в Щирия. През ноември 1221 г. Бернхард е в Грац в свитата на херцог Леополд VI от Австрия. На 8 май 1224 г. той участва в княжеското събрание на херцог Леополд VI във Фризах в Каринтия. През 1228 г. Бернхард се съюзява с епископ Гебхард фон Пасау.
Бернхард умира неженен и бездетен на 17 април 1229 г. Така изчезва родът на графовете на Лебенау и правото на наследство като фогт на Залцбург за целия род на Спанхайми. Архиепископ Еберхард II фон Залцбург взема правата на фогт за манастир „Зееон“. Богатата собственост в Бургхаузен отива на Вителсбахския херцог Лудвиг I Келхаймерски. Собственостите в Каринтия отиват на зет му Улрих фон Пегау. Най-близките Спанхайми получават съвсем малка част от наследството. През 1247 г. Филип фон Спанхайм става администратор на Залцбург и граф на Лебенау.